# 水野俊秀
水野 俊秀（みずの としひで、1950年4月19日 - ）は、日本の実業家。三菱UFJリサーチ&コンサルティング代表取締役社長や、三信代表取締役社長を務めた。

## 人物・経歴
東京教育大学附属中学校・高等学校（現筑波大学附属中学校・高等学校）を経て、1973年一橋大学経済学部卒業、三和銀行入行。資金部長を経て、2000年執行役員資金部長に昇格。2002年UFJ銀行執行役員総合資金部長、UFJホールディングス常務執行役員。2004年UFJホールディングス取締役専務執行役員、UFJ信託銀行取締役、UFJ銀行取締役専務執行役員。2005年三菱UFJフィナンシャル・グループ代表取締役専務、三菱UFJ信託銀行株式会社取締役。2009年三菱UFJリサーチ&コンサルティング代表取締役社長。2013年三信代表取締役社長。2015年トクヤマ取締役。2016年三信取締役会長。中央大学ビジネススクールアドバイザリーボードメンバーなども務めた。